# Burton Downing
Burton Cecil Downing (5 de fevereiro de 1885 — 1 de janeiro de 1929) foi um ciclista norte-americano que competiu no ciclismo nos Jogos Olímpicos de Verão de 1904, representando os Estados Unidos, ganhando seis medalhas, duas de ouro, três de prata e uma de bronze.